# アミ語
アミ語（アミご）は、台湾で使用される言語の一つ。パンツァ語、パンツァー語、パンツァハ語とも呼ばれる。アミ語という名称の漢字表記は阿美語、パンツァ語という名称の漢字表記は邦査語である。アミ語でsowal no Pangcah / 'Amis、またはcaciyaw no Pangcah / 'Amisである。台湾東部の原住民族・アミ族の母語で、アミ族人口が多い花蓮県・台東県・屏東県を中心に話されている言語である。オーストロネシア語族に属し、現在台湾南島言語の中で最も話者の多い言語である。また、花蓮駅、台東駅、知本駅などではアミ語による放送が実施されている。
'amisとは「北方」の意味のアミ語。北部アミ語（南勢アミ語）、中部アミ語（秀姑巒アミ語）、海岸アミ語、馬蘭アミ語、恒春アミ語などの方言が存在している。

## 方言
- 南勢アミ語（北部アミ語）('Amisay )
- 秀姑巒アミ語（中部アミ語）(Siwkolan)
- 海岸アミ語 (Pasawalian)
- 馬蘭アミ語 (Falangaw)
- 恆春アミ語 (Palidaw)

## 文字
国際的にはラテン文字を用いられているが、台湾では注音符号を用いた表記も行われている。

## 音韻
カッコ内はラテン転写時の表記。

### 母音
|    | 前  | 中      | 後  |
| -- | --- | ------- | --- |
| 閉 | /i/ |         | /u/ |
| 中 |     | /ə̆/ ⟨e⟩ | /u/ |
| 開 |     | /a/     |     |

超短シュワーは子音クラスターを分割する。シュワーの有無によるミニマルペアは確認されていない。

### 子音
|          | 両唇音 | 唇歯音  | 歯音          | 歯茎音   | 硬口蓋音 | 軟口蓋音  | 喉頭蓋音      | 咽頭音         |
| -------- | ------ | ------- | ------------- | -------- | -------- | --------- | ------------- | -------------- |
| 破裂音   | /p/    |         | /t̪/ ⟨t⟩       |          |          | /k/       | /ʡ/ ~ /ʢ/ ⟨'⟩ | /ʔ/⟨^⟩         |
| 摩擦音   |        | /v/ ⟨f⟩ | /ð/ ~ /ɮ̪/ ⟨d⟩ | /s/      |          | (/ɣ/) ⟨g⟩ |               | /ʜ/ ⟨hまたはx⟩ |
| 破擦音   |        |         |               | /t͡s/ ⟨c⟩ |          |           |               |                |
| 鼻音     | /m/    |         | /n̪/ ⟨n⟩       |          |          | /ŋ/ ⟨ng⟩  |               |                |
| ふるえ音 |        |         |               | /r/      |          |           |               |                |
| 側面音   |        |         |               | /ɺ̠/ ⟨l⟩  |          |           |               |                |
| 接近音   | /w/    |         |               |          | /j/ ⟨y⟩  |           |               |                |

有声軟口蓋摩擦音[ɣ]は一部の借用語のみに現れる。

### 強勢
強勢は必ず最後の音節に置かれる。

## 文法など
語順としてはVSO式となるので、日本語話者には難しい部分も多々ある。同じVSO式の語順の言語としてウェールズ語や、同じオーストロネシア語族のフィリピン諸語などがある。

## 語彙例
- アラリウ-歌
- イセプ-檳榔
- イソル-鯨
- イナ-母親
- イリシン-豊年祭
- オラド-雨
- カキタアン-村おさ
- カスィ-薪
- カッパー-青年
- カワス-神
- キラン-樹木
- シカワサイ-巫女
- タルアン-集会所
- タオン-尊敬する
- チダル-太陽
- ティレン-体
- トロン-神前に供える餅
- デワス-神酒を盛る器
- ナノム-水
- ニヤロ-村
- ハクハク-飯
- パカロガイ-少年
- パタロマ-結婚
- パナイ-米
- ハファイ-粟
- バブイ-豚
- バイナヤン-男
- ババヒヤン-女
- ファリ-風
- ブヌス-刀
- フラド-月
- ポロル-篭
- マガヤウ-首狩り
- マトアサイ-老人
- マパタイ-死ぬ
- マルネン-鹿
- ママ-父親
- ママノカッパ-青年団長
- マリクダ-輪踊り
- ミフティ-眠る
- ラマル-火
- リヤイ-海辺
- ワワ-幼児